# Peñaflor (Andalúzia)
Peñaflor település Spanyolországban, Sevilla tartományban. Peñaflor Palma del Río, Lora del Río, La Puebla de los Infantes és Hornachuelos községekkel határos. Lakosainak száma 3670 fő (2024).

## Népesség
A település népessége az elmúlt években az alábbi módon változott:
| Lakosok száma | 3827 | 3698 | 3740 | 3812 | 3788 | 3755 | 3680 | 3656 | 3685 | 3670 |
|               | 2001 | 2004 | 2007 | 2009 | 2012 | 2014 | 2017 | 2019 | 2022 | 2024 |